# 桑泉县
桑泉县，中国古县名。
西魏恭帝二年（555年）改猗氏县置。治所在今山西省临猗县南，属汾阴郡。北周明帝时复为猗氏县。隋朝开皇十六年（596年）分猗氏县置，治所在今山西省临猗县西南临晋镇，属蒲州。因县东北有桑泉故城，故名。唐朝时曾为蒲州治所。天宝十三载（754年）改为临晋县。